# بیرکنوالد
بیرکنوالد (به فرانسوی: Birkenwald) یک کمون در فرانسه با جمعیت ۲۹۱ نفر است که در Canton of Marmoutier واقع شده‌است.